# Doppelschöpfung
Von einer Doppelschöpfung (auch: Parallelschöpfung) spricht man im Urheberrecht, wenn zwei Urheber unabhängig voneinander Werke schaffen, die entweder ganz identisch sind oder zumindest wesentliche schutzbegründende Merkmale miteinander teilen. Wesensmerkmal der Doppelschöpfung ist, dass der Urheber des neueren Werkes bei dessen Schaffung keine Kenntnis – weder bewusst noch unbewusst – von dem vorbestehenden Werk hat. Doppelschöpfungen gelten als selten.
Nach deutschem und österreichischem Recht liegt bei der Doppelschöpfung keine Urheberrechtsverletzung vor, zudem genießt auch der Urheber der Doppelschöpfung eigenen Urheberrechtsschutz. Andere Rechtsordnungen gehen zum Teil anders vor; teilweise wird etwa die faktische Unmöglichkeit oder zumindest die extreme Unwahrscheinlichkeit der Doppelschöpfung im Einzelfall als notwendige Voraussetzung für urheberrechtlichen Schutz angesehen. Dies gilt etwa für die Schweiz, wo die Frage eines eigenständigen Schutzes von Doppelschöpfungen äußerst umstritten ist.

## Abgrenzung
Die Doppelschöpfung ist vom Phänomen der Kryptomnesie zu unterscheiden. Bei der Kryptomnesie erscheint jemandem etwas als seine eigene Kreation, das er tatsächlich aber bereits zuvor in seinem Unterbewusstsein präsent hatte. Er übernimmt, mit anderen Worten, fremdes Schaffen, ohne sich dessen bewusst zu sein, während der Doppelschöpfer das vorbestehende Werk tatsächlich gar nicht gekannt hat. Ein bekanntes Beispiel für die Unterscheidung dieser beiden Fälle bildet das Lied My Sweet Lord von George Harrison, das erhebliche Übereinstimmung zum älteren Titel He’s so Fine von Ronald Mack (gespielt von der Gruppe The Chiffons) aufweist. Das mit dem Fall befasste New Yorker Bezirksgericht gelangte zu der Überzeugung, Harrison sei in seiner Kompositionstätigkeit wohl auf eine Tonfolge gestoßen, von der „sein Unterbewusstsein wusste, dass sie schon einmal in einem Lied funktioniert hatte, an das sich sein Bewusstsein nicht erinnern konnte“, und bejahte das Vorliegen einer Urheberrechtsverletzung.
Vom Plagiat – zumindest nach dem vorherrschenden Verständnis im deutschen Sprachraum – unterscheidet sich die Doppelschöpfung im subjektiven Tatbestand: Ein Plagiat setzt voraus, dass dem Handelnden (Plagiator) sein nachahmendes Handeln persönlich vorwerfbar ist; bei einer Doppelschöpfung fehlt es daran, weil dem Doppelschöpfer – definitionsgemäß – ein Übernahmebewusstsein fehlt. (Zum Teil werden, davon abweichend, auch unbewusste Übernahmen dem Plagiatsbegriff untergeordnet. In diesem Fall verbleibt als Unterschied, dass – siehe nachstehend – bei der Doppelschöpfung keine Kausalitätsbeziehung zwischen früherem und neuerem Schaffen besteht.)
Kryptomnesie und Plagiat haben demnach gemein, dass die Kenntnis des älteren Werkes in beiden Fällen ursächlich für die Entstehung des jüngeren war. Bei der Doppelschöpfung ist dies nicht der Fall. Daher handelt es sich bei ihr auch um keine Bearbeitung oder eine sonstige Form der Benutzung des vorbestehenden Werkes.

## Rechtslage in Deutschland

### Anerkennung der Rechtsfigur
Für das deutsche Urheberrecht wird allgemein davon ausgegangen, dass durch eine Doppelschöpfung neuer urheberrechtlicher Schutz ausgelöst wird. Die Folge ist, dass beide Urheber – derjenige des älteren und derjenige des neueren Werkes – unabhängig voneinander Urheberrechtsschutz genießen und beide, aus jeweils eigenem Recht, gegen die nicht gestattete Nutzung durch Dritte vorgehen können. Im Urheberrecht gilt somit (anders als etwa im Patent- und Markenrecht) kein Prioritätsprinzip. Aus dem Nebeneinander der Schutzrechte folgt allerdings auch, dass die beiden Urheber nicht gegen die Nutzung durch den jeweils anderen vorgehen können; mit anderen Worten: Die Doppelschöpfung ist keine Urheberrechtsverletzung. Außerdem können beide Urheber Dritten Nutzungsrechte an ihrem Werk einräumen, ohne dadurch das Urheberrecht des jeweils anderen zu verletzen.
Das dahinterliegende Konzept des deutschen Urheberrechts bezeichnen Teile der urheberrechtlichen Literatur als „subjektive Neuheit“. Gemeint ist, dass eine notwendige Bedingung für den Urheberrechtsschutz darin besteht, dass das Schaffen aus der Sicht des beteiligten Urhebers etwas „Neues“ darstellt; anderenfalls würde es an einer individuellen Schöpfung fehlen, da das, was man ohnehin schon aus dem Schaffen Dritter kennt, nicht Ausdruck des eigenen individuellen Geistes sein kann. Diese subjektive Neuheit wird unterschieden von der „objektiven Neuheit“, auf die es für die Frage des Urheberrechtsschutzes nicht ankommt.

### Häufigkeit
Die Möglichkeit bzw. Wahrscheinlichkeit für eine Doppelschöpfung wird nach Gattung und Komplexität des Werkes unterschiedlich beurteilt. Am ehesten ist damit im Bereich der kleinen Münze zu rechnen, wo die Grenze zwischen Schutzfähigkeit und Schutzlosigkeit liegt und technische Zwänge oder übliche und naheliegende Gestaltungsweisen eine gewisse Form vorgeben.
Insgesamt besteht Einigkeit, dass Doppelschöpfungen selten sind, wobei oft auf eine – recht weitgehende – Formulierung von Gerhard Schricker zurückgegriffen wird, wonach die zufällige Doppelschöpfung in der Urheberrechtspraxis ein „weißer Rabe“ sei, „dessen man kaum je habhaft wird“. Andererseits wird aber auch betont, Übereinstimmung von Erzeugnissen seien nach menschlichem Ermessen ausgeschlossen, „im Ähnlichkeitsbereich liegende Gestaltungen […] aber durchaus als Doppelschöpfung möglich, besonders wenn der Spielraum für individuelles Schaffen begrenzt ist und die Individualität nur in bescheidenem Maße zu Tage tritt“.

### Beweisführung
Angesichts der Seltenheit von Doppelschöpfungen erachtet es die Rechtsprechung für gerechtfertigt, den Urheber vor der Schutzbehauptung des Plagiators, lediglich eine zufällige Doppelschöpfung geschaffen zu haben, mit einer Beweiserleichterung zu schützen. Angesichts der Vielfalt der individuellen Schaffensmöglichkeiten auf künstlerischem Gebiet erscheint nach Auffassung des Bundesgerichtshofs eine weitgehende Übereinstimmung von Werken, die auf selbständigem Schaffen beruhen, „nach menschlicher Erfahrung nahezu ausgeschlossen“. Daher streitet bei Vorliegen von „weitgehende[n] Übereinstimmungen“ regelmäßig der Anscheinsbeweis gegen das Vorliegen einer Doppelschöpfung. Der Anscheinsbeweis ist dann als entkräftet anzusehen, wenn, wie der Bundesgerichtshof im Zusammenhang mit einer vermeintlichen Melodieentnahme ausgeführt hat, „nach den Umständen ein anderer Geschehensablauf naheliegt, nach dem sich die Übereinstimmungen auch auf andere Weise als durch ein Zurückgreifen des Schöpfers der neuen Melodie auf die ältere erklären lassen“. Für die Annahme einer zufällige Doppelschöpfung müssen dabei „schon gewichtige Gründe“ sprechen. Der Anscheinsbeweis ist widerlegt, wenn der Urheber des späteren Werkes erfolgreich den Beweis antritt, keine Kenntnis von dem älteren Werk gehabt zu haben.

### Beispiele
Beispiele aus der Rechtsprechung, bei denen eine Doppelschöpfung anerkannt wurde, sind ganz überwiegend im Bereich der Musikwerke, speziell bei Melodien, zu finden:
- Der Bundesgerichtshof entschied 1970, dass die von Karl Götz komponierte Melodie des Refrains des Mitternachtstangos „Tanze mit mir in den Morgen“ trotz erheblicher struktureller und melodischer Ähnlichkeiten mit dem Hauptsatz der Magdalenenarie der zeitlich älteren Oper Der Evangelimann von Wilhelm Kienzl keine Verletzung des Urheberrechts darstelle, da eine Doppelschöpfung nicht auszuschließen sei.[24]

- Im Lied Schenkt uns Dummheit, kein Niveau (2010) verwendet die Band Frei.Wild eine musikalische Gestaltung samt Riff, die teilidentisch zu einem Abschnitt Stück Auftrag Deutsches Reich (2006) der Rechtsrockband Stahlgewitter ist, die Frei.Wild auf Unterlassen und Schadenersatz verklagte.[25] Das Landgericht Hamburg sah es nicht als erwiesen an, dass nicht doch eine Doppelschöpfung vorliege; der ähnliche Teil sei nur sehr kurz und musikalisch anspruchslos und vorhersehbar.[26] Auch die mögliche Verortung beider Bands im rechten Spektrum reiche zum Beweis einer Kenntnis des älteren Stücks seitens Frei.Wild nicht aus.[27]

- Das Hanseatische Oberlandesgericht sah bei einem Musikstück, das urheberrechtsrelevante Übereinstimmungen mit einem vorbestehenden Stück aufweist, den Beweis des ersten Anscheins gegen eine Doppelschöpfung erschüttert, weil „ein Geschehensablauf naheliegt, nach dem sich die Übereinstimmungen auch auf andere Weise als durch ein Zurückgreifen des Schöpfers des neuen Werkes auf das ältere Werk erklären lassen, nämlich durch den Umstand, dass das Klagemuster seinerseits naheliegt, durch bloße Fingerübungen leicht zu erreichen ist und zudem mit hoher Wahrscheinlichkeit seinerseits vorbekannten Werkteilen aus dem Bereich der Rock- oder Popmusik entspricht.“[28]

Die Relevanz der Doppelschöpfung ist gleichwohl nicht auf den Bereich der Musikwerke beschränkt. Zu einem Motiv in einem so genannten Mauerbild an der Berliner Mauer entschied etwa das Berliner Kammergericht im Jahr 2000, dass zwar Übereinstimmungen zu einem Gemälde eines anderen Künstlers bestünden, es jedoch aufgrund seiner naheliegenden Gestaltung überwiegend wahrscheinlich sei, dass der Urheber des jüngeren Werkes eigenständig auf dieses gekommen ist; dadurch sei der Anscheinsbeweis widerlegt.

### Erzeugnisse künstlicher Intelligenz
Generative KI-Modelle – wie etwa die auf stochastischen Korrelationsanalysen basierenden Large Language Models – können bisweilen Ausgaben erzeugen, die schutzbegründende Merkmale von vorbestehenden Werken enthalten. In der urheberrechtlichen Literatur wird diskutiert, inwiefern die Grundsätze der Doppelschöpfung hierauf übertragbar sind. Von einigen Autoren wird dies schon im Ausgangspunkt unter Hinweis darauf abgelehnt, dass nach der bestehenden Rechtslage kein Urheberrechtsschutz von KI-Erzeugnissen bestehe, sodass es mangels Schutzfähigkeit des Erzeugnisses schon begrifflich zu keiner Doppelschöpfung kommen könne. Von anderen wird der Gedanke der Doppelschöpfung trotzdem – teilweise unter leicht abgewandelter Bezeichnung (de la Durantaye: „Doppelgenerierung“) – auch auf KI-Fälle übertragen. Ausgehend davon wird vertreten, dass es allerdings an einer zulässigen Doppelschöpfung fehle, wenn das generierte Erzeugnis bereits Bestandteil des Trainingsdatensatzes gewesen ist; in diesem Fall sei anzunehmen, dass die KI das Werk (gewissermaßen – analog zur Kryptomnesie – „aus dem Unterbewusstsein“) nur vervielfältigt habe.

## Rechtslage in Österreich
Auch im österreichischen Urheberrecht ist die Figur der Doppelschöpfung anerkannt. Nach herrschender Meinung und inzwischen auch höchstrichterlicher Rechtsprechung entsteht bei einer Doppelschöpfung ebenso wie in Deutschland eigenständiger Schutz; der Urheber des älteren und derjenige des neueren Werkes können ihr Urheberrecht zudem nebeneinander und unabhängig voneinander in Anspruch nehmen. Einem Vorschlag in der Literatur, bei Doppelschöpfungen stattdessen analog die Miturheberregeln des § 11 öUrhG anzuwenden, ist der Oberste Gerichtshof (OGH) also nicht gefolgt. Der Ansicht des OGH und der herrschenden Lehre ist insbesondere entgegengehalten worden, dass bei der Annahme eines nebeneinander bestehenden Schutzes beider Kreationen keiner der Urheber in der Lage sei, ausschließliche Nutzungsrechte einzuräumen, weil der Nutzungsrechteinhaber nicht verhindern könne, dass der andere „Doppelschöpfer“ (oder ein von diesem eingesetzter Nutzungsrechtsinhaber) das Werk ebenfalls nutzt.
Wenn zwischen zwei Werken urheberrechtsrelevante Übereinstimmungen bestehen, dann bewirkt die Priorität eines der Werke „im Hinblick auf die typischen Geschehensabläufe einen prima facie Beweis dafür, dass es sich bei der späteren Schöpfung um eine Entlehnung handelt“.
Doppelschöpfungen sind sehr selten; Kucsko spricht gar vom „Phantom der Doppelschöpfung“. Sie werden hauptsächlich dort auftreten, wo die urheberrechtlichen Schutzanforderungen niedrig sind. Teilweise wird darauf hingewiesen, dass Doppelschöpfungen vor diesem Hintergrund gerade im Bereich alltäglicher Fotografien denkbar seien.

## Rechtslage in der Schweiz
Die Schweizer Rechtslehre zeigt sich in der Frage eines eigenständigen Schutzes von Doppelschöpfungen weit weniger einig als die deutsche und die österreichische. Einige Kommentatoren sprechen sich dafür aus, andere sich dagegen. So wird insbesondere vertreten, die Möglichkeit einer Parallelschöpfung schließe den Urheberschutz aus, denn suche man die erforderliche Individualität richtigerweise allein im Werk selbst, könne es auch keine Doppelschöpfungen geben – was zwei Urheber unabhängig voneinander in Übereinstimmung schaffen, sei eben auch nicht individuell. Dem hat sich das Obergericht Zürich in seinem Love-Entscheid aus dem Jahr 2009 angeschlossen. Die dogmatische Debatte verläuft nicht selten entlang von Auslegungsfragen zu der im schweizerischen Schrifttum beliebten „Lehre von der statistischen Einmaligkeit“ nach Max Kummer. Autoren, die die Möglichkeit zur Doppelschöpfung als schutzdisqualifizierend werten, interpretieren diese zum Teil strikt dahin, dass es naturgemäß an einer „Einmaligkeit“ fehle, wenn andere Urheber dasselbe hervorbringen könnten. Dem wird entgegengehalten, eine bloß „statistische“ Einmaligkeit lasse durchaus im Einzelfall auch Raum dafür, dass zwei Urheber einmal gleiche Werke kreieren. Ein anderes Argument gegen die Anerkennung eines Schutzes der Doppelschöpfung ist rechtspolitischer Natur: Die Anerkennung der Doppelschöpfung „bestraf[e] den Gebildeten und belohn[e] den Ignoranten“, da es der Unwissende bei einem Abstellen auf die subjektive Neuheit leichter habe, originäres Urheberrecht zu erwerben. Hilty meint überdies, die Untersuchung, ob ein Urheber im Zeitpunkt der Werkschöpfung Kenntnis von dem vorbestehenden Werk gehabt habe, stelle einen „rechtstheoretische[n] Wahnsinn“ dar, da oft schon eine Erforschung der objektiven Umstände außerordentlich schwierig sei.
Über beide Positionen hinweg herrscht zumindest Einigkeit, dass eine Doppelschöpfung keine Urheberrechtsverletzung am vorbestehenden Werk darstellt. Als Beispiel für Bereiche, in dem Doppelschöpfungen vorkommen können, werden im Schrifttum etwa kürzere Nachrichten genannt. Hinsichtlich der Beweislast wird vertreten, dass angesichts der Seltenheit von Doppelschöpfung eine Vermutung gegen ihr Vorliegen spricht; der Urheber des Zweitwerks habe diese Vermutung zu entkräften, indem er beweist, dass er das vorbestehende Werk nicht kannte. Die pauschale Behauptung, das vorbestehende Werk nie zuvor gesehen zu haben, erweist sich hierzu jedenfalls als zu unsubstantiiert.